# Maladera tumida
Maladera tumida är en skalbaggsart som beskrevs av Ahrens 2004. Maladera tumida ingår i släktet Maladera och familjen Melolonthidae. Inga underarter finns listade i Catalogue of Life.